# Pachymorpha
Pachymorpha is een geslacht van wandelende takken uit de familie Phasmatidae. De wetenschappelijke naam van dit geslacht is voor het eerst voorgesteld door George Robert Gray in een publicatie uit 1835.

## Soorten
- Pachymorpha carli (Günther, 1937)
- Pachymorpha congensis Brunner von Wattenwyl, 1907
- Pachymorpha darnis (Westwood, 1859)
- Pachymorpha madagassa Brunner von Wattenwyl, 1907
- Pachymorpha meruensis Sjöstedt, 1909
- Pachymorpha pearsoni Brock, 2022
- Pachymorpha sansibarica Brunner von Wattenwyl, 1907
- Pachymorpha simplicipes Serville, 1838
- Pachymorpha spinosa Brock & Hasenpusch, 2007
- Pachymorpha springbrookensis Brock & Coupland, 2022
- Pachymorpha squalida (Gray, 1833)
- Pachymorpha staeli (Brunner von Wattenwyl, 1893)